# 飛鳥車両特装グループ
飛鳥車両特装グループ（あすかしゃりょうとくそうグループ、Aska Automotive Customization Group）は、日本の企業グループ。
首都圏を中心として旅客運送事業（主にタクシー業務）を行っている飛鳥交通グループ（本社：東京・新宿）において、トラック・バス・消防車など、さまざまな「働く車」（特殊車両）のニーズに対応する専門企業（飛鳥特販・飛鳥車体・飛鳥特装・アスカテクノス・日創工業）の5社で構成されていたが、2024年10月31日、キャンピングカーや拡幅車両、高規格救急車等の製造・販売を行う株式会社ヨコハマ・モーターセールスがグループ入り。これによって飛鳥車両特装グループは、計6社体制となる。

## 概要

### 飛鳥特販株式会社
グループ会社にかかわる経営企画・管理・経理・人事・総務・広報・法務業務を行う飛鳥車両特装グループの中核持株会社。

### 飛鳥車体株式会社
消防車両・救助工作車キャブの特装、消防車両用トラックのキャブ周辺の改造を行う。

### 飛鳥特装株式会社
各種特装車両の設計・製造から販売、各種自動車シャシ／キャブ改造と海外の特殊車両の輸入販売を行う。

### アスカテクノス株式会社
米アリソン・トランスミッションの販売・点検・修理のほか、除雪ブラシ・特殊車両用シャッター等の輸入販売を行う。

### 日創工業株式会社
作業関係車両のクレーン架装や各種特装車両の設計・開発・製造・販売等を行う。

### 株式会社ヨコハマ・モーターセールス（福島・石川郡）
FRPの製作加工・木工等の高い技術を活かし、キャンピングカー・消防関連特殊車両・拡幅車両・高規格救急車両等の企画・製造・架装・艤装を行う。